# Wolnopierścieniowe
Wolnopierścieniowe (Arthropleona) – niewyróżniany już takson stawonogów skrytoszczękich z grupy skoczogonków.
Skoczogonki o mniej lub bardziej wydłużonym ciele z widocznym podziałem na segmenty oraz z niezrośniętymi ze sobą tagmami: tułowiem i odwłokiem.
Wolnopierścieniowe wyróżniane były w randze podrzędu w systemach, w których rangę rzędu miały skoczogonki. Przeciwstawiane były zrosłopierścieniowym (Symphypleona). Późniejsze analizy filogenetycne wykazały parafiletyzm wolnopierścieniowych i obecnie w ich miejsce wyróżnia się dwie grupy (zwykle w randze rzędów): Entomobryomorpha oraz Poduromorpha.